# Honduras na Letnich Igrzyskach Olimpijskich 2020
Honduras na Letnich Igrzyskach Olimpijskich 2020 reprezentowało 23 zawodników: 21 mężczyzn i dwie kobiety. Był to dwunasty start reprezentacji Hondurasu na letnich igrzyskach olimpijskich.

## Skład kadry

### Judo
| Zawodnik     | Konkurencja | 1/16                | 1/8                 | Ćwierćfinał         | Półfinał            | Repasaże            | Finał / 3. miejsce  | Finał / 3. miejsce | Źródła |
| Zawodnik     | Konkurencja | Przeciwniczka Wynik | Przeciwniczka Wynik | Przeciwniczka Wynik | Przeciwniczka Wynik | Przeciwniczka Wynik | Przeciwniczka Wynik | Pozycja            | Źródła |
| ------------ | ----------- | ------------------- | ------------------- | ------------------- | ------------------- | ------------------- | ------------------- | ------------------ | ------ |
| Cergia David | -63 kg (k)  | DNS                 | DNS                 | DNS                 | DNS                 | DNS                 | DNS                 | DNS                | [ 3 ]  |

### Lekkoatletyka
| Zawodnik   | Konkurencja | Wynik   | Miejsce | Źródło |
| ---------- | ----------- | ------- | ------- | ------ |
| Iván Zarco | maraton (m) | 2:44:36 | 76.     | [ 4 ]  |

### Piłka nożna
- Reprezentacja mężczyzn

| - Alex Güity - Denil Maldonado - Wesly Decas - Carlos Meléndez - Cristopher Meléndez - Jonathan Núñez - Alejandro Reyes - Edwin Rodríguez - Jorge Benguché - Rigoberto Rivas - Samuel Elvir |  | - Michael Perelló - Brayan Moya - José Pinto - Carlos Pineda - José García - Luis Palma - Juan Carlos Obregón Jr. - Douglas Martínez - Jorge Álvarez - Elvin Oliva - Bryan Ramos |

| Drużyna  | Konkurencja      | Faza grupowa     | Faza grupowa      | Faza grupowa         | Faza grupowa | Ćwierćfinały     | Półfinały        | Finał mecz o 3. miejsce | Pozycja | Źródło |
| Drużyna  | Konkurencja      | Przeciwnik Wynik | Przeciwnik Wynik  | Przeciwnik Wynik     | Pozycja      | Przeciwnik Wynik | Przeciwnik Wynik | Przeciwnik Wynik        | Pozycja | Źródło |
| -------- | ---------------- | ---------------- | ----------------- | -------------------- | ------------ | ---------------- | ---------------- | ----------------------- | ------- | ------ |
| Honduras | turniej mężczyzn | Rumunia 0:1      | Nowa Zelandia 3:2 | Korea Południowa 6:0 | 4.           | NQ               | NQ               | NQ                      | 14.     | [ 5 ]  |

### Pływanie
| Zawodnik      | Konkurencja          | Eliminacje | Eliminacje | Półfinał | Półfinał | Finał | Finał   | Źródło               |
| Zawodnik      | Konkurencja          | Czas       | Miejsce    | Czas     | Miejsce  | Czas  | Miejsce | Źródło               |
| ------------- | -------------------- | ---------- | ---------- | -------- | -------- | ----- | ------- | -------------------- |
| Julio Horrego | 100 m klasycznym (m) | 1:02,45    | 43.        | NQ       | NQ       | NQ    | NQ      | [ 6 ] [ 7 ] [ 8 ]    |
| Julio Horrego | 200 m klasycznym (m) | 2:17,51    | 37.        | NQ       | NQ       | NQ    | NQ      | [ 9 ] [ 10 ] [ 11 ]  |
| Julimar Ávila | 200 m motylkowym (k) | 2:15,36    | 16.        | 2:16,38  | 16.      | NQ    | NQ      | [ 12 ] [ 13 ] [ 14 ] |

### Taekwondo
| Zawodnik    | Konkurencja   | 1/8                 | Ćwierćfinał      | Półfinał         | Repesaż          | Finał/3. miejsce | Finał/3. miejsce | Źródło |
| Zawodnik    | Konkurencja   | Przeciwnik Wynik    | Przeciwnik Wynik | Przeciwnik Wynik | Przeciwnik Wynik | Przeciwnik Wynik | Pozycja          | Źródło |
| ----------- | ------------- | ------------------- | ---------------- | ---------------- | ---------------- | ---------------- | ---------------- | ------ |
| Keyla Ávila | +67 kg kobiet | Zheng Shuyin P 1-20 | NQ               | NQ               | NQ               | NQ               | 11.              | [ 15 ] |